# Xotox
Xotox est un groupe (one-man band) allemand de power noise.

## Histoire

### Années 2000
Le projet solo est formé en 1998 par Andreas Davids. En 2003, Xotox est signé par le label ProNoize. Le titre Eisenkiller, qui figure sur l'album Lichtlos, devient un hit dans les clubs. L'album lui-même est le premier album de power noise à se hisser en tête des DAC (Deutsche Alternative Charts). L'album [PSI], sorti en juin 2005, atteint la deuxième place des DAC, et conserve cette position pendant trois semaines.
En 2006, Xotox sort son premier album live Dokumentation 1 : Ton. In den zehn Morgen (2008) atteint la première place dans les DAC et conserve cette position pendant six semaines. En mai 2008, Hyperactive - The Best of sort en exclusivité nord-américaine chez Vendetta Music, en tant que produit officiel sous licence de ProNoize. En 2009, We Are Deaf, un split-CD de Xotox et Detune-X, sort en version jewelcase et en coffret limité, avec l'autorisation de ProNoize, sur le label italien Rustblade,. 

### Années 2010
En mars 2010, Die Unruhe 2.0 suit en tant que réédition de l'original de 2004 avec tous les titres originaux et en plus 2 morceaux inédits. En 2012, Xotox fête les dix ans de Eisenkiller avec un EP spécialement produit pour l'occasion. L'EP est limité à 1 000 exemplaires, dont 300 sont publiés en tant qu'édition spéciale pour les fans, avec une plaque de métal rouillée, numérotée à la main et portant le logo gravé au laser. En 2013, le quatrième album officiel, Schwanengesang, sort sur ProNoize en deux formats (version standard en boîtier Jewel et double CD en édition limitée en digipack). L'album atteint la 6e place dans le DAC, et la 12e place dans l'EAC (European Alternative Charts).
Avec Redux, sorti en 2014, une publication sur vinyle a eu lieu pour la première fois. Pour cet add-on à l'album Schwanengesang, sorti en 2013, des remixes son réalisés par Suicide Commando, Monolith, KiEw, Ambassador21, Mondträume, Sci-Fi Industries et Aehm, et Redux contient également l'inédit Ritmo diabolico et le rare Guardian Angel. Ce vinyle est limité à 300 exemplaires dans le monde, dont 100 en vinyle rouge. Redux atteint la troisième place des DAC. En 2016, Essentials un double CD contenant une sélection de chansons de la phase créative précédente, est publié par le label ProNoize, ainsi que des morceaux rares et inédits et des versions démo, sans oublier quelques nouveaux remixes.
En 2019, Silent Shout est suivi d'un EP avec de nouvelles chansons et des remixes de Schwarzwald, Autoclav1.1, Defaults, Sci-Fi Industries, Loss et Nyppy. L'album atteint la sixième place dans le DAC. En juin 2019, Paleodisco (édition club), le premier single entièrement numérique de Xotox, sort. Outre un mix club et une version techno du morceau titre, on y trouve aussi bien des remixes de Tonriss, Yura Yura, 16Pad Noise Terrorist, Denny Engler et Hirte Kalbalikum qu'une collaboration avec Toys No More. Paleodisco atteint la 13e place des DAC. En novembre 2019, Xotox passe au label discographique Infacted Recordings. UFO (31 janvier 2020) et Sorgenkind (17 avril 2020) sortent en tant que singles numériques et en tant que signes avant-coureurs du nouvel album. Gestern, le premier album chez Infacted Recordings, sort le 8 mai 2020. Le double CD contient en bonus l'intégralité du single UFO, ainsi que des remixes et des chansons supplémentaires exclusifs. Il atteint la troisième place dans le DAC.
Les albums Lichtlos, Die Unruhe, [PSI], In den zehn Morgen, Schwanengesang et Silent Shout sont réédités numériquement avec la mention « extended » en janvier 2021 chez Infacted Recordings. Les versions longues reçoivent un artwork modifié et contiennent en partie des morceaux bonus exclusifs : Lichtlos contient l'intégralité de l'EP Eisenkiller et un concert live au Kassablanca, à Iéna, datant de 2001, Die Unruhe est livré avec tous les remixes et les titres bonus de Die Unruhe 2.0, [PSI] offre le CD bonus et un enregistrement live du concert de 2007 au Karnat à Lisbonne, au Portugal. Dans les dix matins, le CD bonus contient Early Recordings 1999 - 2002 et un concert du festival Kinetik à Montréal, au Québec, en 2008. Schwanengesang est accompagné d'un CD bonus et, en exclusivité, de l'add-on Redux, jusqu'ici uniquement disponible en vinyle. Silent Shout propose un enregistrement réalisé en 2019 au Slimelight de Londres.
L'album live Dokumentation I : Ton (2006) est également réédité numériquement, avec un artwork modifié, par Infacted Recordings. Le 26 mars 2021, un nouvel EP, Forever, sort en version numérique sur Infacted Recordings. Le 2 juillet 2021, Ultima, un best-of complet incluant un CD bonus, sort sur Infacted Recordings. Ultima I (best-of) et Ultima II (bonus) sortent sous la forme d'un set de deux Ultima, comprenant une carte postale et un autocollant. Ultima est limité à 200 exemplaires et atteint la 5e place des GEWC (German Electronic Webcharts).

### Années 2020
En mars 2022, une reprise du classique electro Popcorn sort en single numérique sur Infacted Recordings. Le 27 mai 2022, un single numérique, Leben und Sterben für Musik aus Strom, sort sur Infacted Recordings. Le single atteint la 14e place des GEWC (German Electronic Webcharts) et la 3e place dans les DAC (Deutsche Alternativecharts). Avec Erkenntnis, un autre single numérique sort le 20 janvier 2023 sur Infacted Recordings. Erkenntnis atteint la 13e place des GEWC (German Electronic Webcharts). Le 5 mai 2023, le single numérique Die Strömung der Welt sort sur Infacted Recordings. Die Strömung der Welt atteint la 17e place dans les DAC.
Le 28 juin 2023, l'album Ich bin da/ich funktioniere sort en CD, en téléchargement et en streaming chez Infacted Recordings. L'album atteint la première place des DAC (Deutsche Alternative Charts) et la quatrième place dans les GEWC (German Electronic Webcharts).
Le 5 avril 2024, le single Xotoxikologie sort en téléchargement et en streaming chez Infacted Recordings. Xotoxikologie passe directement à la première position des DAC (Deutsche Alternative Charts), et y reste en tête pendant la durée maximale de 8 semaines. Le 19 juillet 2024, le single The Dark sort en téléchargement et en streaming chez Infacted Recordings. Xotox est programmé pour l'Amphi Festival 2025, auquel il a déjà joué en 2007, 2009, 2013, 2016, et 2023.

## Discographie partielle
- 2002 : Nothing (EP)
- 2004 : Lichtlos (album)
- 2005 : [PSI] (album)
- 2008 : In den zehn Morgen (CD et coffret DVD)
- 2008 : Hyperactive – The Best of
- 2014 : Schwanengesang (album)
- 2016 : Essentials (best of, limited 2CDs)
- 2020 : Gestern (2CD)
- 2024 : The Dark (single)